# Karl Schellein
Karl Schellein (11. července 1820 Bamberg – 9. dubna 1888 Vídeň) byl rakouský malíř a restaurátor narozený v Bavorsku.

## Životopis
Schellein studoval na Akademii výtvarných umění v Mnichově u Julia Schnorra von Carolsfelda a Heinricha Maria von Hesse a pokračoval ve studiu na dalších uměleckých školách. Nejdříve pracoval v palácovém komplexu Schleissheim. V roce 1848 navštívil Vídeň, kde se setkal s budoucím ředitelem obrazárny v paláci Belvedere, Erazmem Engertem. V restaurátorské škole, kterou Engert založil a řídil od roku 1867, Schellein pracoval jako pomocný správce. V roce 1871 se stal Engertovým nástupcem jako správce a ředitel, což vykonával až do své smrti. V roce 1881 byl Schellein jmenován do výboru Altertums-Vereins zu Wien. Stal se členem Ústřední komise pro výzkum a záchranu umění a historických památek. V roce 1876 byl Karl Schellein vyznamenán rytířským křížem řádu Františka Josefa. Zemřel 9. dubna 1888 ve Vídni.
V roce 1891 po něm byla pojmenována vídeňská ulice Schelleingasse.

## Dílo

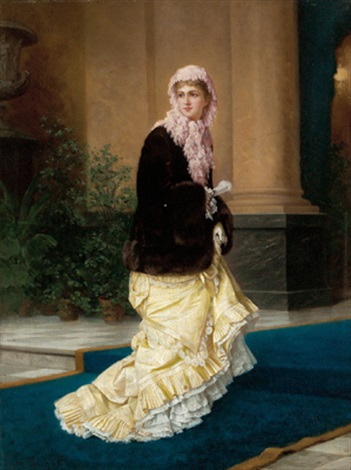
Cesta na ples
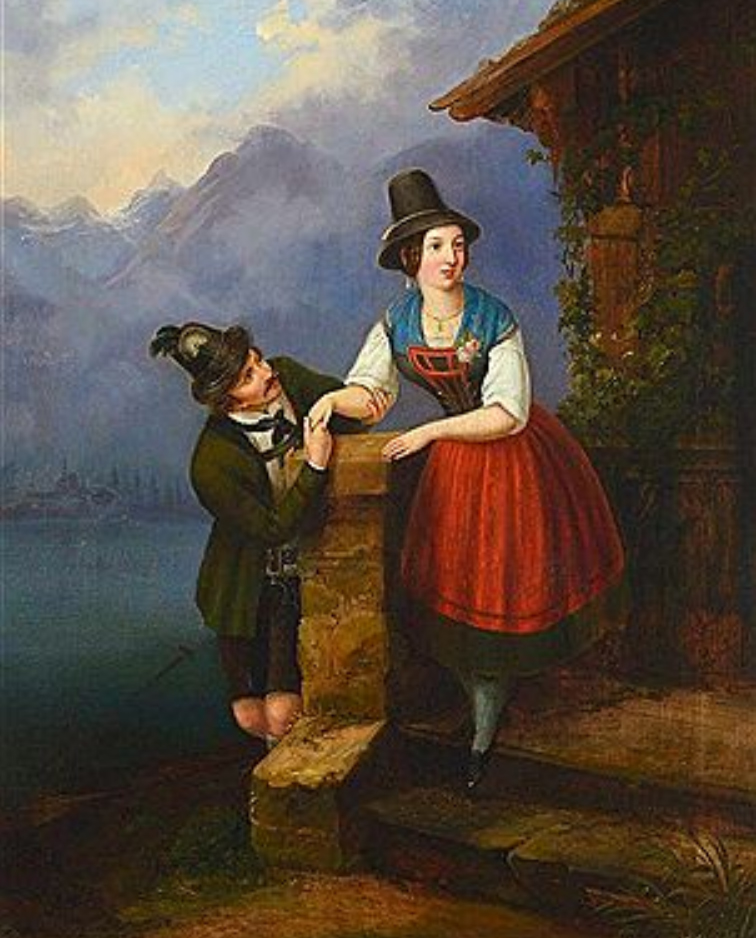
Návrh k sňatku
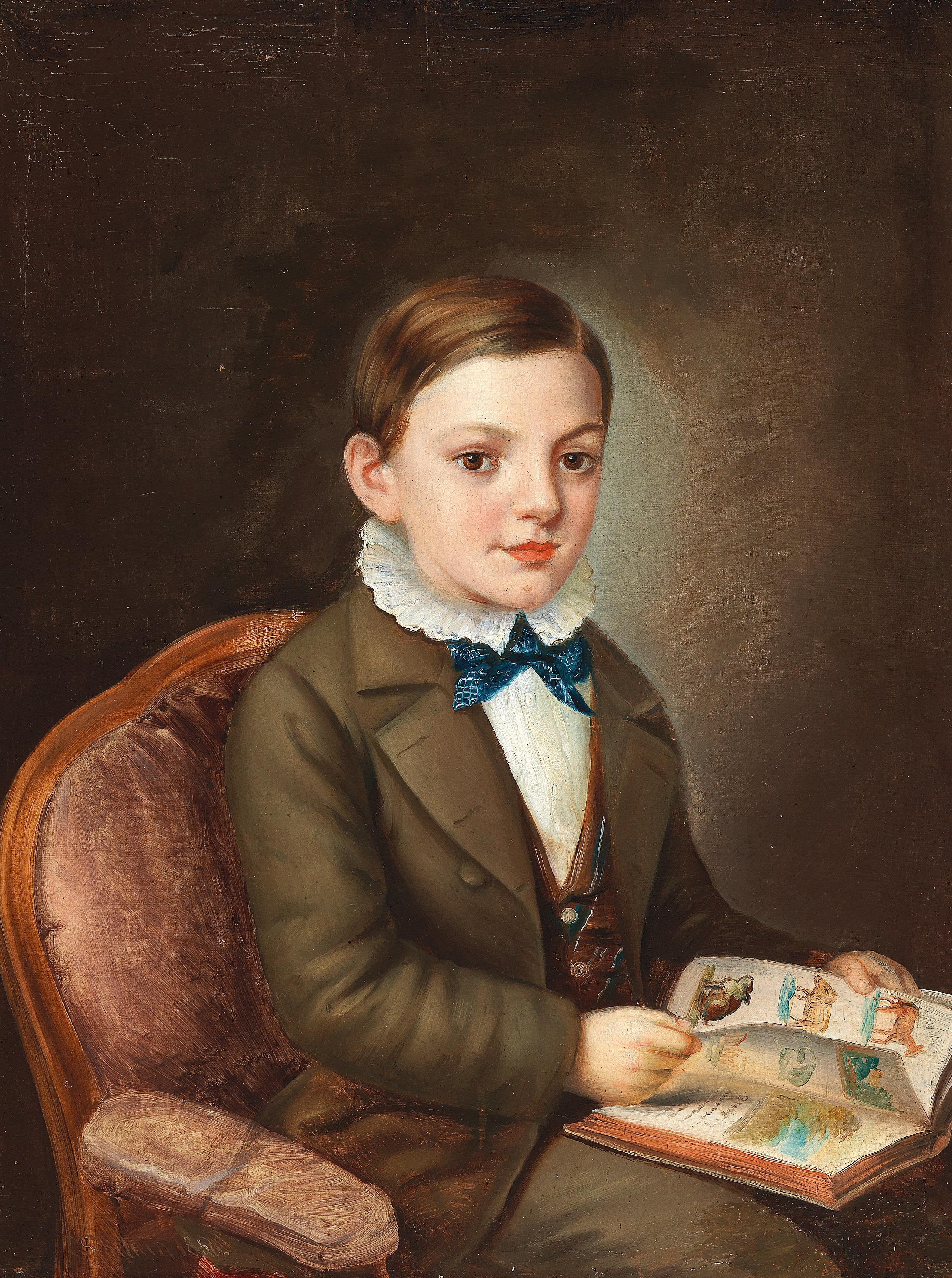
Chlapec s knihou (1856)
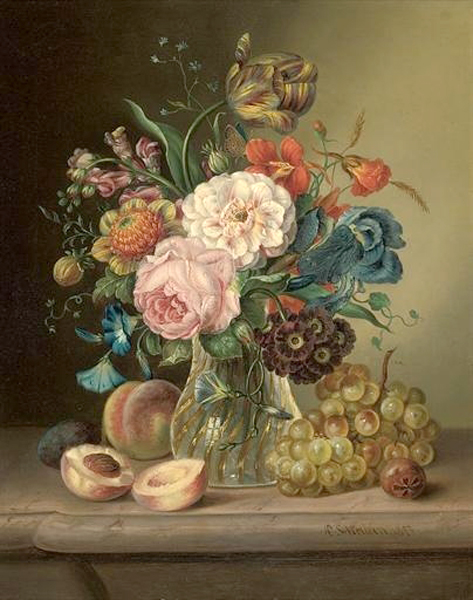
Květinové zátiší